# Židé v Chorvatsku
Pojmem Židé v Chorvatsku, případně chorvatští Židé, se rozumí historický vývoj židovského osídlení na územní dnešního Chorvatska, respektive Chorvatského království. 
Po období segregace v rámci Uherského království a Habsburské monarchie se komunita postupně vyvinula v emancipované společenství v roce 1867. Zlom pak opět nastal v době holocaustu (1941), který zdecimovala 4/5 členů komunity. Rovněž v Jugoslávii byli chorvatští Židé vystaveni antisemitismu. 
V současné době v zemi žije malá komunita (méně než 3000 osob). Více než polovina z nich žije v Záhřebu. Chorvatská vláda nicméně uznává, že Židé přispěli k rozvoji chorvatského hospodářství a občanské společnosti, jakož i k chorvatské vědě a kultuře.

## Historie

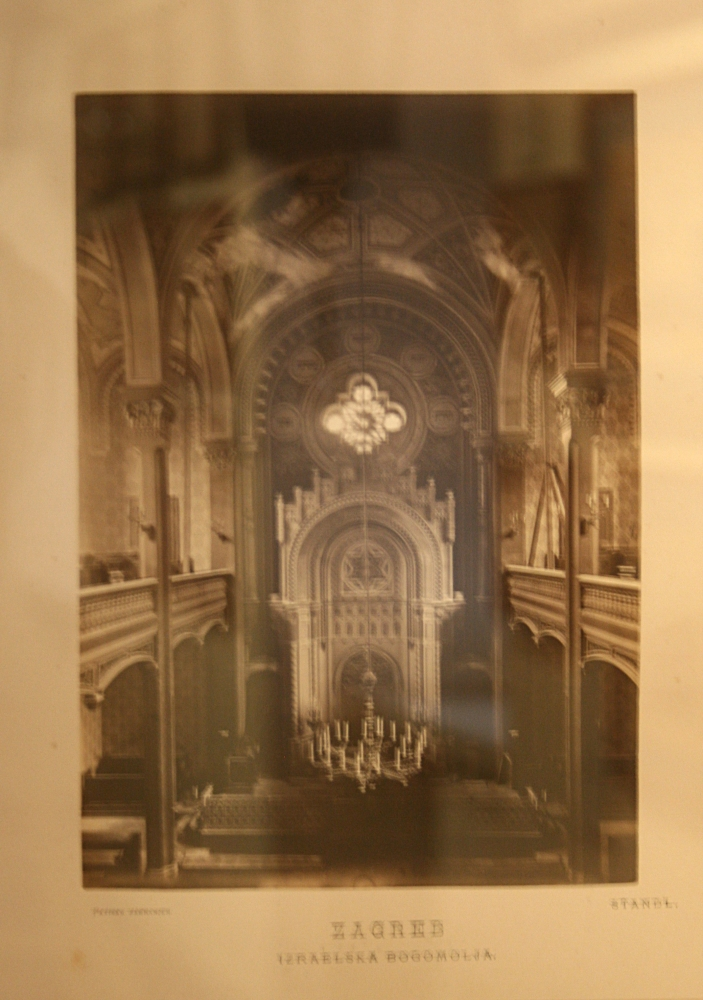
Interiér synagogy v Pražské ulici v Záhřebu. Fotografie z doby po zemětřesení v roce 1880.

### Počátky židovské komunity v Chorvatsku
Židovské osídlení v Chorvatsku lze sledovat již od starověku. Archeologické vykopávky na židovském hřbitově poblíž městečka Solin u Splitu dokazují přítomnost Židů dalmatském pobřeží již v době římské říše ve 3. století n. l. Byly zde objeveny židovské náhrobky, včetně hrobu Aurelia Dionysa Tiberia poblíž Senje. Do dnešní doby se zachovaly pozůstatky starověkých synagog v Saloně (dnešní Solin) a několik nápisů vytesaných v kameni, naznačujících existenci proseuche (řecký výraz pro synagogu) od 4. století v Murse (poblíž Osijku). 
Po zničení Solinu Avary v roce 641 se přeživší obyvatelé přestěhovali do Diokleciánova paláce, který byl ušetřen. Zbytky materiálů nalezených v sklepení paláce jsou dodnes viditelné jako menory (sedmiramenné svícny), vytesáné do kamene. 
Jedna z prvních zmínek, které by mohly naznačovat přítomnost Židů v Chorvatsku pochází z dopisu Chasdaje ibn Šapruta, vezíra z Pyrenejského poloostrova, adresovaný Josefovi, králi Chazarů. Kromě několika zmínek v dokumentech z 12. - 15. století je přítomnost Židů v regionu spíše výjimečná.  Hlava židovské komunity ve středověku měla titul magistratus judaeorum.

### V Habsburské monarchii
Po vyhnání Židů ze Španělska v roce 1492 se chorvatská komunita rozrostla o přišedší sefardské Židy, k nimž se následně přidala také silná imigrace Aškenázů. Když se v roce 1526 Chorvatské království stalo součástí habsburské říše, byli Židé podrobeni "pomalé segregaci": vytváření ghett, zavedení toleranční daně. Na počátku 16. století byla postavena synagoga ve Splitu, jedna ze tří nejstarších v Evropě. V roce 1728 byl renovována.
V roce 1688 rakouská armáda deportovala do Osijku na pět set Židů jako otroky z Bělehradu, kde byli právě převzati od Turků. O několik desetiletí později se Židé směli dočasně usadit v určitých městech, aby zajistili zásobování vojenských posádek. Marie Terezie v té době prohlásila „Nesnáším protestanty, ale židy nenávidím„. Kdykoli ji dvorský protokol přinutil přijmout nějaký židovský předmět, vyžadovala instalaci ochranné plenty. Byla to také ona, kdo v roce 1744 vydal zákon o vyhnání Židů z Prahy, tehdy největší aškenázské komunity v Evropě. V roce 1778 si však na Židy vzpomněla, aby využila jejich know-how vývozců a obchodníků s českým sklem a plátnem. V té době také několik měst umožnilo židovským obchodníkům zůstat na trzích až tři dny za určitou daň. Mezi tato města patřila například Križevci, Koprivinica, Bjelovar, Osijek ad.
Významná je role Josefa ze Sonnenfelsu z Mikulova v reformě soudnictví v celé monarchii , Josef ze Sonnenfelsu, prominentní židovský právník z moravského Mikulova, vnuk konvertovavšího rabína, se stal profesorem kameralismu ve Vídni, byl také publicistou a působil jako politický poradce Marie Terezie a blízký spolupracovník císaře Josefa II. Ten byl panovníkem tolerantnějším a v otázkách náboženství méně rigidním než jeho matka. Jeho toleranční patent z roku 1781 umožnil Židům usadit se téměř na tři století v severním Chorvatsku. Prvním Židem, který se v roce 1786 usadil v Záhřebu byl Jacob Stiegle.

### 19. století

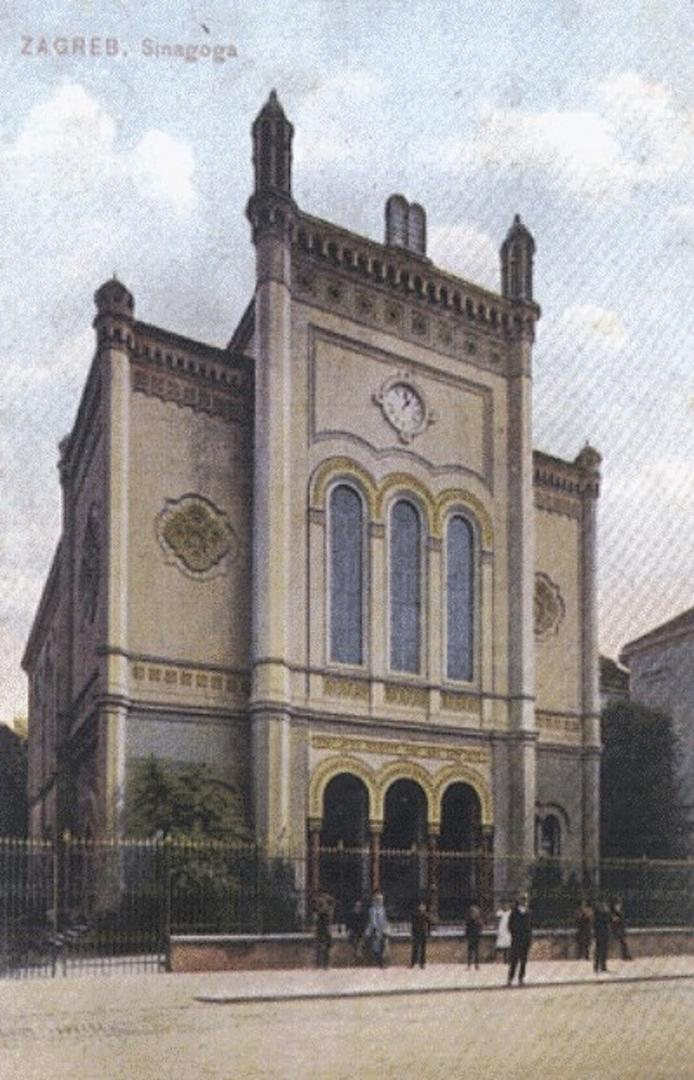
Záhřebská synagoga v roce 1906

V roce 1806 vznikla v Záhřebu 75členná židovská obec, k níž se postupně přidávali další členové. V době rakousko-uherského vyrovnání z roku 1867 bylo severní Chorvatsko integrální součástí Uherska. V roce 1880 v Chorvatsku žilo 13 500 Židů, v roce 1900 pak 20 000, většinou z aškenázské větve. Po předcích, kteří investovali do průmyslových a obchodních aktivit, následují potomci coby právníci, lékaři a novinářů, pro většinu z nichž se chorvatština stává jejich obcovacím jazykem. Záhřebští Židé, kteří se až dosud spokojili s bohoslužbami ve svých příbytcích, stále silněji pociťují potřebu důstojné synagogy, která by současně odrážející jejich ochotu podílet se na tvorbě vzhledu a estetice nového městského centra. Obec projekt svěřila významnému záhřebskému architektovi Franju Kleinovi. Výstavba chrámu začala v roce 1866 a o rok později byl vysvěcen. Synagoga se stala první reprezentativní budovou budoucího středu města a její umístění naznačuje, nakolik byla židovská komunita vážená. 
Synagoga byla zničena na konci roku 1941.

### 20. století
Po první světové válce Chorvatsko, Srbské království a Slovinsko vstoupily do společného státu (Srbů, Chorvatů a Slovinců) a vytvořily Jugoslávské království. Tím se asimilace židovstva stala obtížnější tváří v tvář sílícímu antisemitismu, živeného místní nacionalistickou krajní pravicí. Nad významnými komunitními institucemi převezmou kontrolu sionisté, zatímco část židovské mládeže je přitahováno podzemním komunistický hnutím. 

#### Holokaust

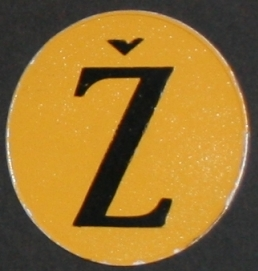
Odznak s písmenem Ž nošený Židy v Záhřebu od roku 1941.

Těsně před druhou světovou válkou žilo v Chorvatsku 40 000 Židů . Historik Raul Hilberg odhaduje počet osob na 35 000, podlé jiných zdrojů nepřesahují 25 000 členů. 
Po německé invazi 10. dubna 1941 byla v Záhřebu instalována ultranacionalistická, pronacistická a antisemitská vláda, vedená Ante Pavelićem a Chorvatsko se stalo loutkovým státem Osy.  Nová vláda okamžitě přijala antisemitské zákony a ozbrojené jednotky Ustašovců na celém území státu organizují útoky na židovskou populaci. Židé byli nuceni nosit potupné označení z písmenem Ž, probíhala vyvlastňování majetku a vlna zatýkání v Záhřebu v květnu 1941, následují hromadné popravy a internace v koncentračních táborech, jako Jasenovac, známý svou krutostí, ale také Jadovno, Kruščica, Loborgrad, Đakovo, Tenje, Osijek v rámci konečného řešení židovské otázky.  V říjnu roku 1941 byla zničena Velká synagoga v Záhřebu.
Mezi srpnem 1942 a zářím 1943 bylo přibližně 7 000 osob z Němci okupovaného území deportováno do Osvětimi. Mnoho Židů se snažilo najít útočiště v italské okupační zóně, kdy tamní úřady odmítaly Židy vydávat. Italské orgány shromažďovaly uprchlíky v táboře na ostrově Rab.  Na jaře 1943 byli židovští vězni z chorvatských koncentračních táborů deportováni do Osvětimi, kde měli být brzy zavražděni. 
Významnou roli sehrála chorvatská římskokatolická církev, jíž se podařilo ušetřit několik stovek Židů v manželství s křesťany. Další stovky osob uprchly do italské okupační zóny a další se přidaly k řadám odporu. Když v září 1943 Němci obsadili také italskou zónu, pomohli jugoslávští partyzáni uniknout množství Židů. 
Po osvobození Jugoslávie z původních 25 000 chorvatských Židů přežily méně než čtyři pětiny. Polovina přeživších následně emigrovala do Palestiny.  Dle údajů Institutu Jad vašem je odhadovaný počet židovských obětí v Chorvatsku na 30 000, podle Raula Hilberga na 29 000 osob. 

### Současnost
I v současném Chorvatsku se vyskytují projevy nenávisti a vyjádření podpory pro pronacistický ustašovský režim druhé světové války, který má na svědomí desítky tisíc obětí mezi Srby, Židy, Romy a chorvatskými odpůrci režimu, a to zejména ze strany politiků či pedagogů. Židovská komunita, srbská menšina, sdružení obětí a protifašistická sdružení od roku 2015 bojkotují každoroční oficiální obřad na památku obětí tábora Jasenovac. ,. Předseda Koordinačního výboru židovských komunit v Chorvatsku, Ognjen Kraus, v roce 2017 prohlásil, že „problém je v tom, že vláda relativizuje vše, co souvisí s holokaustem„. Při své návštěva Chorvatska v červenci 2018 izraelský prezident Re'uven Rivlin připomněl, že je třeba, aby se Chorvatsko „postavilo tváří v tvář své minulosti, a to ne jejím ignorováním. Je to její morální povinnost, která je základní součástí každé spravedlivé společnosti.",
V roce 2017 čítala židovská komunita v Chorvatsku asi 2 000 - 3 000 členů, tedy méně než 1 % z celkové populaci asi 4,2 milionu Chorvatů. I přes nevelký počet svých členů je židovská komunita v zemi stále aktivní a organizuje různé akce, jako je Židovský filmový festival v Záhřebu (přejmenovaný na Festival tolerance) na podporu své identity a kultury . 
V roce 2016 si dvě izraelské ženy otevřely v Záhřebu restauraci Kako da ne? („Jak by ne?") s nabídkou izraelských a orientálních specialit. 
Většina chorvatských Židů žije v hlavním městě (přibližně polovina) a další ve městech Rijeka, Osijek, Split, Dubrovník, Čakovec, Daruvar, Slavonski Brod ad., , ,  Ve Splitu se nachází synagoga ze 16. století, jedna z nejstarších v Evropě. V současné se době nachází v prvním patře domu v ulici Židovski prolaz č. 1. Na počátku 20. století židovská komunita ve Splitu měla asi 100 členů.

## Budovy

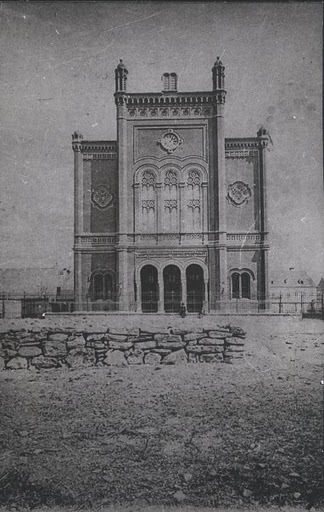
Záhřebská synagoga před dokončením, 1867
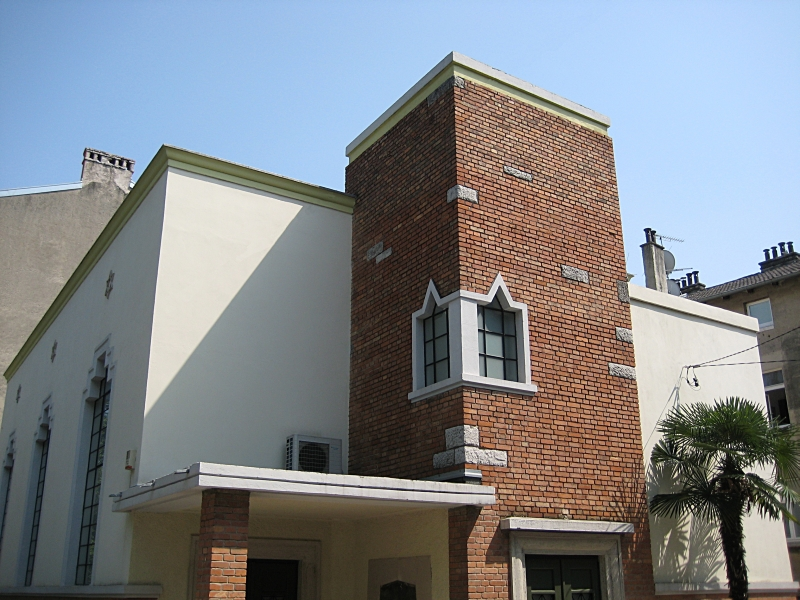
Rijecká synagoga
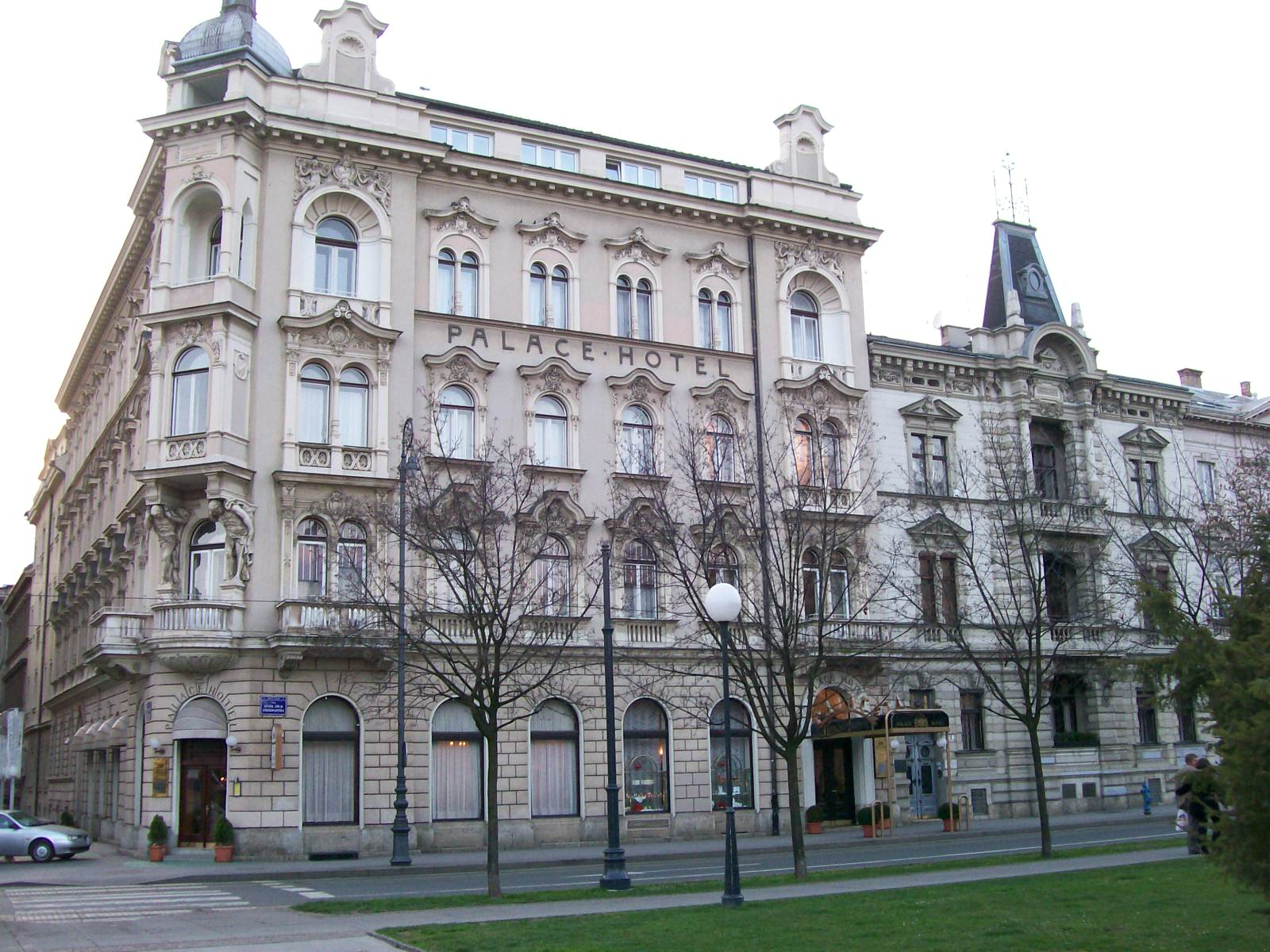
Záhřebský hotel Palace původně zvaný „Schlesingerův palác„ v roce 1891 navrhl Julio Deutsch (1859-1922) pro Šandora Alexandera (1866-1929).
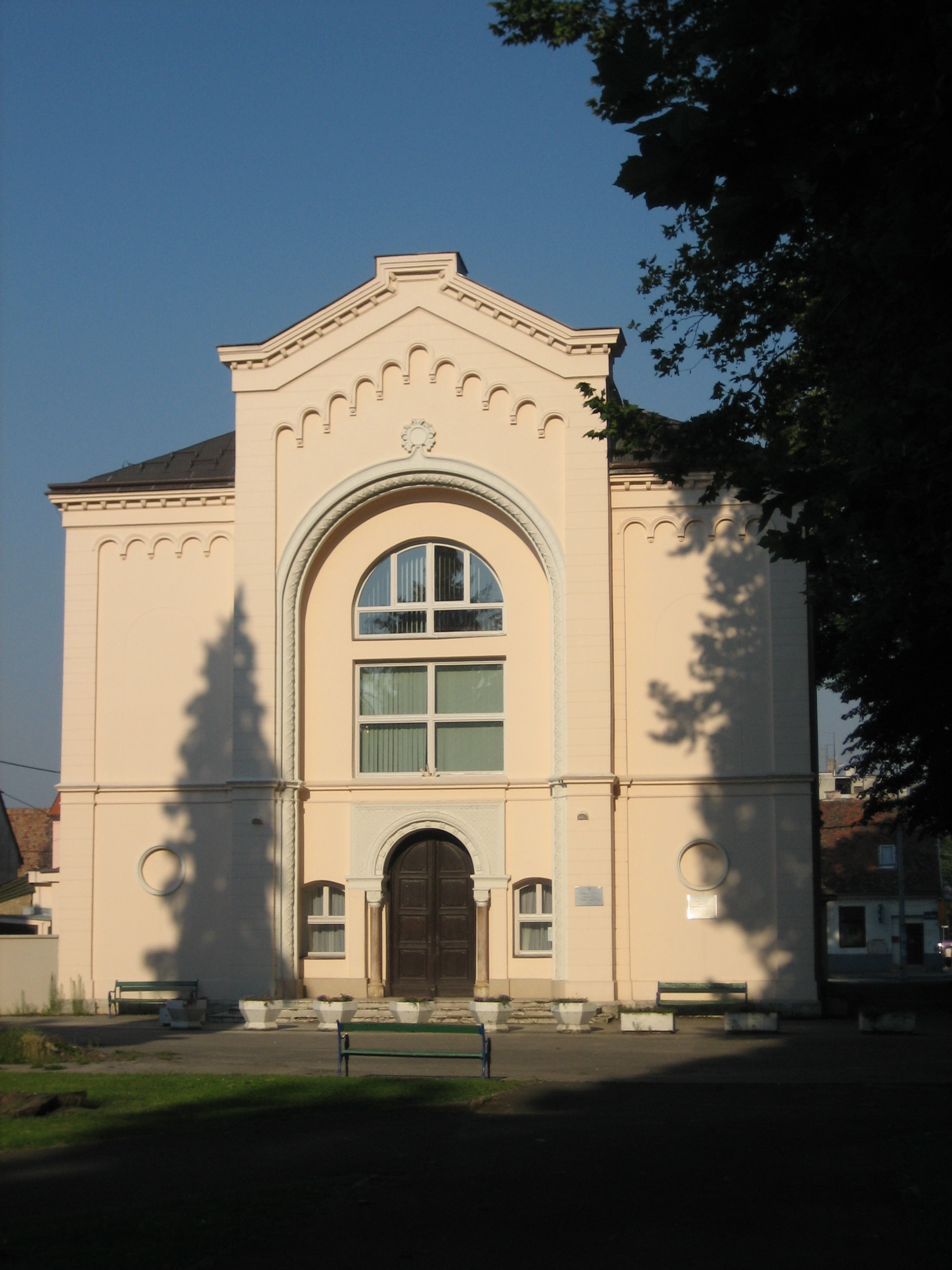
Sisacká synagoga, nyní hudební škola